# Neohaematopinus pacificus
Neohaematopinus pacificus är en insektsart som beskrevs av Kellogg och Ferris 1915. Neohaematopinus pacificus ingår i släktet Neohaematopinus och familjen ledlöss. Inga underarter finns listade i Catalogue of Life.